# Geotrupes crenulipennis
Geotrupes crenulipennis is een keversoort uit de familie mesttorren (Geotrupidae). De wetenschappelijke naam van de soort werd in 1891 gepubliceerd door Léon Marc Herminie Fairmaire.